# Stactobia tridens
Stactobia tridens är en nattsländeart som beskrevs av Wells 1982. Stactobia tridens ingår i släktet Stactobia och familjen smånattsländor. Inga underarter finns listade i Catalogue of Life.